# Mariana Munguía Haros
Mariana Munguía Haros (Hermosillo, Sonora, 11 de enero de 2003) es una futbolista profesional mexicana que juega como delantera en el Club Tijuana Femenil donde porta el número 20. También participó en la Olimpiada Nacional en su edición 2016 y formó parte del equipo sub-15 y sub-17 de la selección femenina de fútbol de México.

## Trayectoria deportiva

### Liga Oxxo Municipal
Previamente a su ingreso a equipos de nivel regional y nacional, Mariana Munguía participó durante varios años en la Liga Oxxo Municipal de Hermosillo con el equipo Talentos.

### Escuadra estatal sonorense
En 2016, Munguía formó parte del equipo estatal sonorense, también conocido como Ola Roja, para participar en la categoría sub-16 de la Olimpiada Nacional 2016, llevada a cabo en León, Guanajuato, donde, al lado de su equipo, obtuvo la medalla de oro en la etapa regional y el quinto lugar a nivel nacional.

### Selección femenina sub-15
En enero del 2017, se invitó por primera vez a Munguía a ser parte de la Selección femenina de fútbol de México en la categoría sub-15, junto a la cual participó como delantera en la Dallas Girls Cup en 2017 y en el Torneo Concacaf Femenil Sub-15 en 2018.

### Selección femenina sub-17
En 2019, Mariana se integró a la concentración de la Selección femenina de fútbol de México en la categoría sub-17 manteniendo su posición de delantera. Así, le fue posible la participación en el Torneo de las Naciones de 2019 en Gradisca, Italia.

### Club Tijuana Xoloitzcuintles de Caliente Femenil
En 2019, conservando su posición de delantera, se integró al Club Tijuana Femenil para militar en la Primera División Femenil de México, conocida también como Liga MX Femenil, principal liga de futbol profesional para mujeres en México. Está regulada por la Federación Mexicana de Futbol (FEMEXFUT) e integrada por los representativos femeniles de los 18 que conforman la Liga MX.en julio de 2017, en el periodo Clausura 2019 - Clausura 2021.

## Estadísticas

### Clubes
Actualizado al último partido jugado el 3 de mayo de 2021.
| C. Tijuana · México                         | 1.ª                 | 2019                | 1  | 0 | — | — | — | — | 1  | 0 | 0.00 |
| C. Tijuana · México                         | 1.ª                 | 2019-20             | 10 | 0 | — | — | — | — | 10 | 0 | 0.00 |
| C. Tijuana · México                         | 1.ª                 | 2020-21             | 17 | 0 | — | — | — | — | 17 | 0 | 0.00 |
| C. Tijuana · México                         | Total               | Total               | 28 | 0 | 0 | 0 | 0 | 0 | 28 | 0 | 0.00 |
| Total en su carrera                         | Total en su carrera | Total en su carrera | 28 | 0 | 0 | 0 | 0 | 0 | 28 | 0 | 0.00 |
| (3) No incluye goles en partidos amistosos. |                     |                     |    |   |   |   |   |   |    |   |      |

## Habilidades
Mariana Munguía Haros destaca por sus goles y asistencias, se encuentra entre las 12 futbolistas más altas de la liga MX femenil.